# Erragonalia burmana
Erragonalia burmana är en insektsart som beskrevs av Young 1986. Erragonalia burmana ingår i släktet Erragonalia och familjen dvärgstritar. Inga underarter finns listade i Catalogue of Life.